# Парное
Парное (укр. Парне) — село, Старовишневецкий сельский совет, Синельниковский район, Днепропетровская область, Украина.
Код КОАТУУ — 1224888205. Население по переписи 2001 года составляло 102 человека.

## Географическое положение
Село Парное находится на расстоянии в 1 км от посёлка Вишневецкое и в 2-х км от города Синельниково.
По селу протекает пересыхающий ручей с запрудой.
Рядом проходит железная дорога, станция Вишневецкое в 2-х км.